# Karl Mertens (Bildhauer)
Karl Mertens (* 17. März 1903 in Rathenow; † 24. September 1988 ebenda) war ein deutscher Bildhauer.

## Leben und Wirken

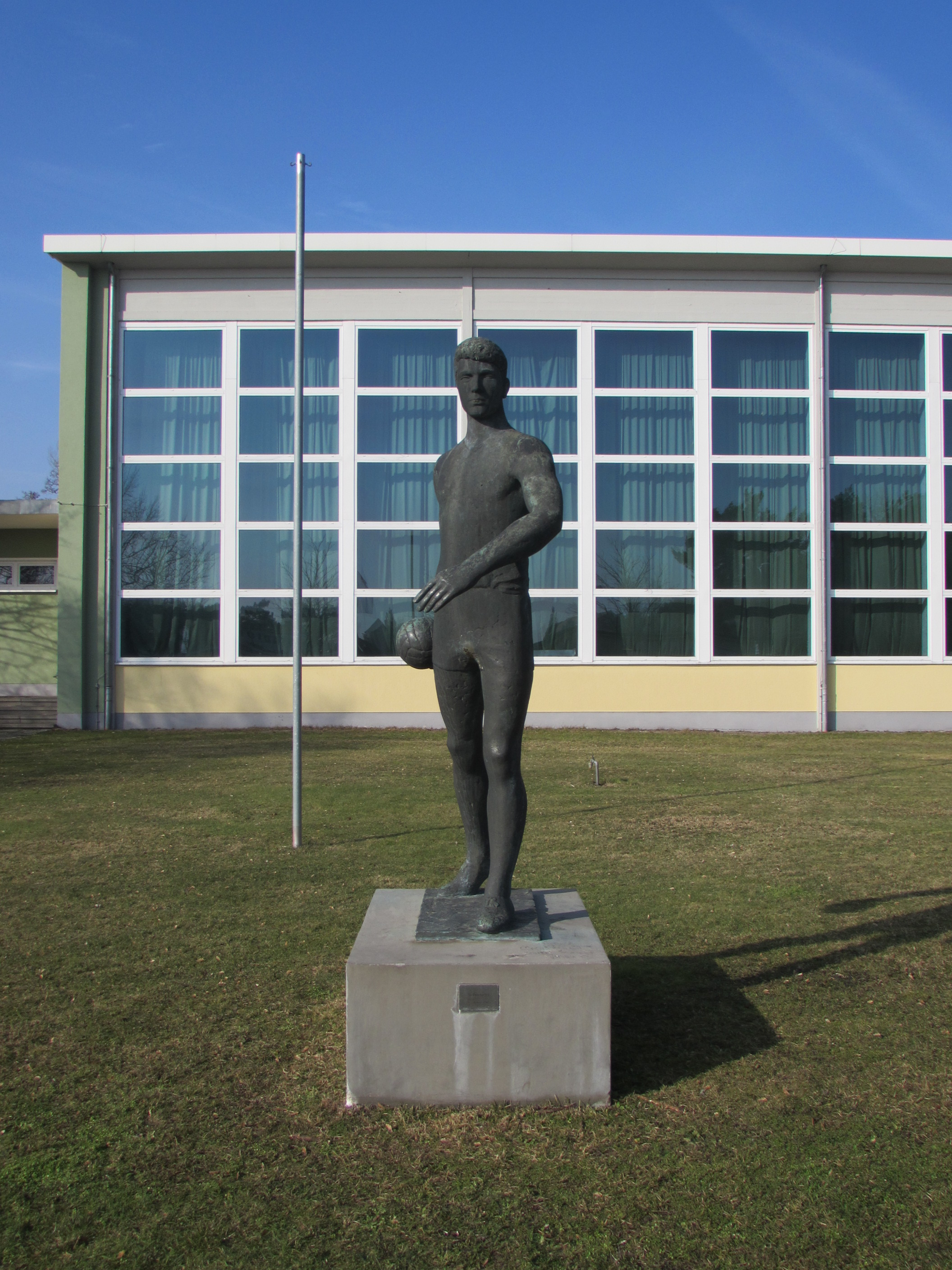
Die Skulptur Siebenmeter vor der Sporthalle am Tor II in Premnitz

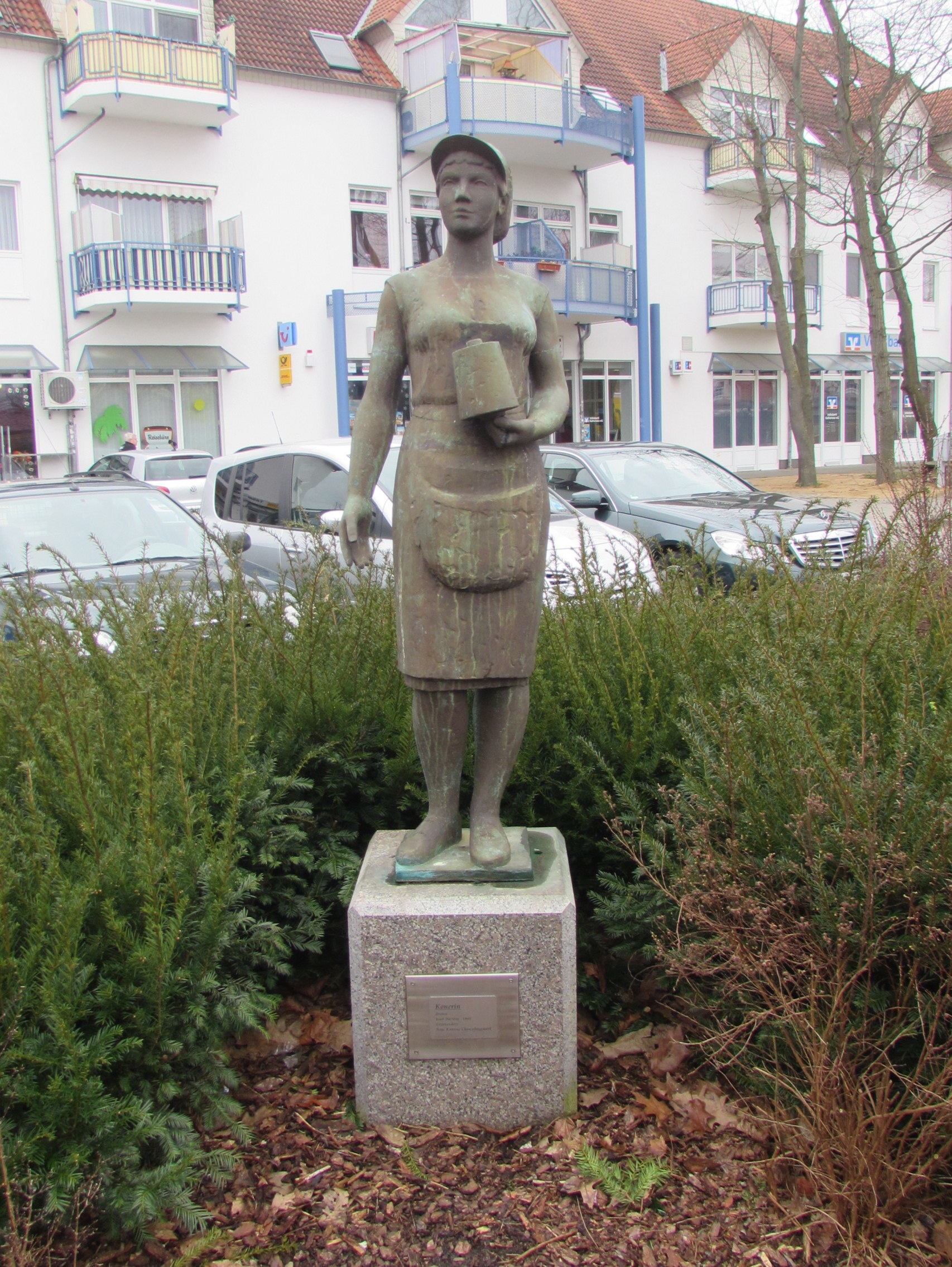
Die Plastik Konerin im Stadtzentrum Premnitz

Ernst Albert Karl Mertens war der Sohn des Kochs Gustav Otto Mertens, der bereits 1909 verstarb und der Handarbeiterin Ida Anna Emma Mertens, geborene Kuhtz. Nach seiner achtjährigen Schulzeit erlernte er den Beruf eines Feinmechanikers, technischen Zeichners und Justier in der Optikindustrie bei der Firma Emil Busch AG. Im Alter von 19 Jahren begann er ein Kunststudium in München, das er nach zweijähriger Studienzeit ebenso wie ein anschließendes Abendstudium aus wirtschaftlichen Gründen abbrechen musste. Mentor Mertens war der Maler und Bildhauer Willy Lippert, den er als seinen Lehrer und Freund bezeichnete. Im Jahr 1924 beteiligte sich Karl Mertens erstmals an einer Ausstellung Rathenower Künstler. Ausstellungsstücke waren seine beiden Holzplastiken Don Quijote mit seinem Pferd Rosinante und Sancho Pansa mit Rosinante.
Im Zweiten Weltkrieg wurde Mertens wenige Monate vor Kriegsende zum Volkssturm eingezogen und am 1. Februar 1945 an der Ostfront schwer verwundet. Er kehrte nach Kriegsende in seine Heimatstadt Rathenow zurück, wo er als selbständiger Bildhauer arbeitete. In der Folge schloss Karl Mertens sein Kunststudium an der Hochschule für angewandte Kunst, der späteren Kunsthochschule Berlin-Weißensee ab. Lehrer war dort unter anderem Heinrich Drake. Bereits 1946 wurde Mertens Mitglied im Kulturbund zur demokratischen Erneuerung Deutschlands, dem späteren Kulturbund der DDR, und stieg in dessen Vorstand auf. Dort leitete er unter anderem fünfzehn Jahre lang den Plastikzirkel. Neben der Kulturbundtätigkeit arbeitete er über zwanzig Jahre lang im Atelier des Chemiefaserwerks Premnitz in der Nähe Rathenows. Schreiben an die Öffentlichkeit unterschrieb er häufig mit „euer Altstadtkind“ oder „euer Altstadtkind unserer lieben Stadt Rathenow“. In seinem Haus und auf dem Grundstück, das er in Rathenow erworben hatte, lebte und arbeitete er bis zu seinem Tode am 24. September 1988. Er war Mitglied des Verbands Bildender Künstler der DDR und u. a. 1974, 1979 und 1984 auf den Bezirkskunstausstellungen Potsdam und 1985 auf der Kunstausstellung Potsdam vertreten.
Mertens ist an der Seite seiner Frau auf dem Weinbergfriedhof in Rathenow bestattet.

## Familie
Karl Mertens war seit 1929 mit Elise Mertens, geborene Pankow († 1959) verheiratet. Das Paar hatte vier Kinder, Klaus, Kurt, Lieselotte und Steffen. Die Tochter Lieselotte „Lilo“ Mertens (* 1935) wirkte als Plakatmalerin und Werbegestalterin in Berlin, der Sohn Steffen Mertens (* 1943) lebt als Bildhauer und Zeichner in Cottbus.

## Auszeichnungen
- 1962 Johannes-R.-Becher-Medaille in Silber
- 1978 Verdienstmedaille der DDR
- 1979 Medaille 30. Jahrestag der Gründung der DDR
- 1980 Medaille für Verdienste im künstlerischen Volksschaffen der Deutschen Demokratischen Republik
- 1983 Johannes-R.-Becher-Medaille in Gold (zum 80. Geburtstag)
- 1987 Ehrenbürger der Stadt Rathenow[9]

## Werke
Karl Mertens hat über einhundert Figuren, Monumente, Reliefs und andere Kunstgegenstände sowohl für Städte und Gemeinden (Rathenow, Premnitz, Brandenburg an der Havel, Berlin, Hennigsdorf, Großwudicke, Friesack), als auch für private Auftraggeber geschaffen. Im Sommer 1980 fand eine Ausstellung seiner Skulpturen im Ausstellungspavillon auf der Freundschaftsinsel in Potsdam statt. Anlässlich seines 100. Geburtstags zeigte die Galerie Mertens im Jahr 2003 in einem wieder hergerichteten Raum seines ehemaligen Ateliers in Rathenow im Rahmen einer Gedenkausstellung neben einigen seiner Werke im Original auch Gipsentwürfe sowie zahlreiche Zeichnungen und Fotos zu seinem Schaffen. Zur Bundesgartenschau 2015 fand eine Ausstellung mit Werken von Karl Mertens statt. Weiterhin gab es einen Kunstpfad, in dessen Verlauf auch seine öffentlich zugänglichen Kunstwerke einbezogen wurden.